# Motorik
Le terme Motorik a initialement été utilisé dans le domaine musical pour qualifier les premières œuvres du compositeur Paul Hindemith (1895-1963). Dans son Histoire de la musique, Marie-Claire Beltrando-Patier écrit en 1982 : « Dans ses premières œuvres, Hindemith se singularise par l'âpreté de son style et par une rythmique percutante d'une régularité obsédante que l'on a appelée Motorik ("motorisme"). Après 1924, le langage s'aère, devient plus fluide et plus polyrythmique ». 
À l'aube des années 2000, le terme Motorik refait son apparition pour désigner cette fois un autre genre musical. Il a alors commencé à être régulièrement employé dans la presse et la littérature musicale pour décrire la rythmique propre à certains groupes de krautrock. Ce terme apparaît notamment dans l'ouvrage Modulations, Une histoire de la musique électronique, au chapitre, « Krautrock. Un ballet kosmik : le krautrock et son héritage [sic] [legs] » signé par le critique musical Simon Reynolds. Ce dernier écrit à propos de Neu! :  « Refusant le swing et le funk, Neu! n'était que propulsion compulsive. Klaus Dinger était un batteur d'une inventivité stupéfiante, que l'on pourrait écouter des heures sans se lasser et qui parvenait à faire naître des merveilles à l'intérieur même de l'espace confiné des quatre temps rudimentaires du rock. Avec son guitariste Michael Rother, il a inventé le rythme "motorik", tout en pulsations, à la manière d'un métronome, qui insuffle à la musique une sublime sensation de liesse retenue - comme rouler à tombeau ouvert sur une autoroute, vers un avenir plein d'éblouissantes promesses ».
Cette rythmique hypnotique, répétitive et lancinante est relativement simple. Ce style n'a pas été à proprement parler « inventé » par Klaus Dinger car, à la même époque au début des années 1970, il a été aussi largement expérimenté par d'autres batteurs comme Jaki Liebezeit de Can ou Zappi Diermaier de Faust. La rythmique motorik se développe généralement tout au long d'un morceau, essentiellement avec la batterie dont le jeu est parfois ponctué d'un coup de cymbale pour introduire un nouveau thème par exemple.